# Romerske monumenter, Domkirken og Vor Frue Kirke i Trier
Verdensarvsområdet Romerske monumenter, Domkirken og Vor Frue Kirke i Trier omfatter en række bygningsværker fra romertiden og middelalderen i byen Trier og nabokommunen Igel i det vestlige Tyskland, som blev opført på UNESCOs verdensarvsliste i 1986.
Trier blev grundlagt i 16 f.Kr. med det romerske navn Augusta Treverorum, og der findes stadig flere bygninger fra denne periode i god behold i byen. Dertil er der også kristne bygninger opført på fundamenterne fra romerske bygninger. En guldmønt med værdien 100 Euro blev d. 1. oktober 2009 udgivet med motivet UNESCOs verdensarv - romerske kulturminder, domkirken og Liebfrauenkirche i Trier (tysk: UNESCO Welterbe – Römische Baudenkmäler, Dom und Liebfrauenkirche in Trier).

## Kulturminder
Følgende kulturminder i Trier og Igel er opført på UNESCOs verdensarvsliste.
- De romerske kulturminder i Trier:
  - Amfiteatret i Trier
  - Barbarabadet i Trier
  - Keiserbadet i Trier
  - Konstantinbasilikaen
  - Porta Nigra
  - Den romerske bro i Trier
- De middelalderske kulturminder i Trier:
  - Trier domkirke
  - Vor Frue Kirke
- Romersk kulturminde i Igel:
  - Igelsøjlen